# 브랜드 건축
브랜드건축가 - 品牌建筑师, (영어: Brandarchitect)는 문화컨텐츠를 브랜드화하여 비지니스를 전개하는 것을 말한다. 최근 전세계에 한류 문화컨텐츠가 확산되면서 한국의 문화콘텐츠를 활용한 비즈니스가 중요하게 부각되고 있어 주목 받고 있다.현재 중국의 인플루언서인 왕홍과 관련해 이 분야가 새로운 중국콘텐츠 비즈니스 전문 직종으로 부각되고 있다. 

## 같이 보기
- 브랜드 가치평가(영어판)
- 브랜드 경영

## 참고 문헌
1. ↑  “VR 교육 콘텐츠로 만나는 충무공 이순신”. 헤럴드베타신문. 2016년 8월 4일.